# ماركوس اولسن بيترسن
ماركوس اولسن بيترسن (بالنرويجية: Markus Olsen Pettersen)‏ هو لاعب كرة قدم نرويجي في مركز حراسة المرمى، ولد في 12 فبراير 1999 في آسكوي في النرويج. شارك مع منتخب النرويج تحت 16 سنة لكرة القدم ومنتخب النرويج تحت 17 سنة لكرة القدم ومنتخب النرويج تحت 20 سنة لكرة القدم. أما مع النوادي، فقد لعب مع نادي بران.

## وصلات خارجية
- ماركوس اولسن بيترسن على موقع الاتحاد الأوربي (الإنجليزية)
- ماركوس اولسن بيترسن على موقع قاعدة بيانات كرة القدم.إي يو (الإنجليزية)
- ماركوس اولسن بيترسن على موقع Soccerway.com (الإنجليزية)
- ماركوس اولسن بيترسن على موقع عالم كرة القدم.نت (الإنجليزية)
- ماركوس اولسن بيترسن على موقع GSA (الإنجليزية)